# Коюк (Аляска)
Коюк (англ. Koyuk, инупик: Quyuk) — город в зоне переписи населения Ном, штат Аляска, США.

## География
По данным Бюро переписи населения США площадь населённого пункта составляет 12,3 км², из них суша составляет 12,3 км², а водные поверхности — 0 км². Расположен на северном берегу реки Коюк, в месте её впадения в залив Нортон.

## Население
По данным переписи 2000 года население города составляло 297 человек. Расовый состав: коренные американцы — 91,92 %; белые — 4,71 %; азиаты — 0,67 %; представители двух и более рас — 2,69 %. Доля лиц в возрасте младше 18 лет — 41,8 %; лиц старше 65 лет — 3,0 %. Средний возраст населения — 25 лет. На каждые 100 женщин приходится 121,6 мужчин; на каждые 100 женщин в возрасте старше 18 лет — 127,6 мужчин.
Из 80 домашних хозяйств в 53,8 % — воспитывали детей в возрасте до 18 лет, 35,0 % представляли собой совместно проживающие супружеские пары, 18,8 % — женщины без мужей, 26,3 % не имели семьи. 21,3 % от общего числа хозяйств на момент переписи жили самостоятельно, при этом 2,5 % составили одинокие пожилые люди в возрасте 65 лет и старше. В среднем домашнее хозяйство ведут 3,71 человек, а средний размер семьи — 4,31 человек.
Средний доход на совместное хозяйство — $30 417; средний доход на семью — $20 625.
Динамика численности населения города по годам:
| 1930 | 1940 | 1950 | 1960 | 1980 | 1990 | 2000 | 2010 |
| ---- | ---- | ---- | ---- | ---- | ---- | ---- | ---- |
| 110  | 100  | 134  | 129  | 188  | 231  | 297  | 332  |